# Nyssodrysternum laterale
Nyssodrysternum laterale är en skalbaggsart som först beskrevs av Julius Melzer 1931.  Nyssodrysternum laterale ingår i släktet Nyssodrysternum och familjen långhorningar. Inga underarter finns listade i Catalogue of Life.